# Runólfur Úlfsson
Runólfur Úlfsson también Runólfur aurgoði (n. 964) fue un caudillo vikingo y goði de Oddi, Rangárvallasýsla en Islandia. Era hijo de Úlfur aurgoði Jörundsson (940 - 1010) y pertenecía al clan familiar de los Dalverjar. Es un personaje de la saga de Njál, y aparece citado en la saga de Laxdœla. Runólfur era un pagano confeso y denunció a Hjalti Skeggiason, un cristiano converso que blasfemó contra los dioses paganos, llevando el caso al Althing de 999 donde Hjalti fue declarado culpable y proscrito.

## Herencia
Runólfur se casó con Ungfrú Þórðardóttir (n. 968), y fruto de esa relación nacieron tres hijos:
- Svertingur Runólfsson (n. 1000);
- Gellir Runólfsson (n. 1003);
- Þuríður Runólfsdóttir (n. 1006), que sería esposa de Þorkell Tjörvason.